# Associazione Calcio Femminile Torino 2005-2006
Questa voce raccoglie le informazioni riguardanti l'Associazione Calcio Femminile Torino nelle competizioni ufficiali della stagione 2005-2006.

## Rosa
Rosa e ruoli, tratti dal sito Football.it
| N. |                   | Ruolo | Calciatrice               |
| -- | ----------------- | ----- | ------------------------- |
|    | Italia (bandiera) | P     | Rita Carmela Caravilla    |
|    | Italia (bandiera) | P     | Silvia Paio               |
|    | Italia (bandiera) | D     | Francesca Coluccio        |
|    | Italia (bandiera) | D     | Filomena De Vincenzo      |
|    | Italia (bandiera) | D     | Cristina Gangheri         |
|    | Italia (bandiera) | D     | Maria Rosaria Iannuzzelli |
|    | Italia (bandiera) | D     | Raffaella Manieri         |
|    | Italia (bandiera) | C     | Grazia Cancelliere        |
|    | Italia (bandiera) | C     | Marta Carissimi           |
|    | Italia (bandiera) | C     | Serena Giuliano           |

| N. |                   | Ruolo | Calciatrice          |
| -- | ----------------- | ----- | -------------------- |
|    | Spagna (bandiera) | C     | Núria Guardia Pulido |
|    | Italia (bandiera) | C     | Federica Margiotta   |
|    | Italia (bandiera) | C     | Selena Mazzantini    |
|    | Italia (bandiera) | C     | Elisa Miniati        |
|    | Italia (bandiera) | C     | Tatiana Zorri        |
|    | Italia (bandiera) | A     | Maura Bruno          |
|    | Italia (bandiera) | A     | Pamela Gueli         |
|    | Italia (bandiera) | A     | Patrizia Panico      |
|    | Italia (bandiera) | A     | Maria Ilaria Pasqui  |

## Calciomercato

### Sessione estiva
| Acquisti | Acquisti             | Acquisti             | Acquisti   |
| R.       | Nome                 | da                   | Modalità   |
| -------- | -------------------- | -------------------- | ---------- |
| P        | Silvia Paio          | Real Canavese Chivas | definitivo |
| D        | Filomena De Vincenzo | Atletico Oristano    | definitivo |
| D        | Raffaella Manieri    | Vigor Senigallia     | definitivo |
| A        | Patrizia Panico      | ACF Milan            | definitivo |
| A        | Maria Ilaria Pasqui  | Bardolino Verona     | definitivo |

| Cessioni | Cessioni           | Cessioni         | Cessioni   |
| R.       | Nome               | a                | Modalità   |
| -------- | ------------------ | ---------------- | ---------- |
| P        | Geraci             |                  |            |
| D        | Valentina Lanzieri | M. Matese Bojano | definitivo |
| D        | Maria Sorvillo     | M. Matese Bojano | definitivo |
| D        | Manuela Tesse      | Sezze            | definitivo |
| C        | Damiana Deiana     | Olbia            | definitivo |
| C        | Francesca Valetto  | M. Matese Bojano | definitivo |
| A        | Simona Sodini      | M. Matese Bojano | definitivo |

## Risultati

### Serie A

#### Girone di andata
| 9 ottobre 2005 1ª giornata | Torino    | 9 – 1 referto      | Atletico Oristano |  |
| \| \| \| \| \| Pasqui 3’, 30’ Panico 38’, 46’, 55’ Zorri 43’, 60’ (rig.) Mazzantini 51’ Carissimi 57’ \| Marcatori \| 62’ (rig.) Mattana \| |           |                    |                   |  |
| |           |                    |                   |  |
| Pasqui 3’, 30’ Panico 38’, 46’, 55’ Zorri 43’, 60’ (rig.) Mazzantini 51’ Carissimi 57’                                                      | Marcatori | 62’ (rig.) Mattana |                   |  |

| Arbitro: | Mauri (Trento) |

|                           |           |            |
| Cama 28’, 50’ Marsico 58’ | Marcatori | 71’ Panico |

| Arbitro: | Diego Calvi (Milano) |

|              |           |                                   |
| Panico 90+3’ | Marcatori | 50’ Vicchiarello 80’ Tagliabracci |

| Arbitro: | Giorgetti (Cesena) |

|  |           |                      |
|  | Marcatori | 11’ Zorri 63’ Panico |

| Almese 12 novembre 2005 5ª giornata | Torino           | 0 – 0 referto | Graphistudio Tavagnacco | Stadio comunale (ca. 200 spett.)\| Arbitro: \| Gualtieri (Asti) \| |
| Arbitro:                            | Gualtieri (Asti) |               |                         |                                                                    |

| Arbitro: | Marini (Roma) |

|              |           |                                 |
| Pedersen 28’ | Marcatori | 30’ Panico 45’, 70’, 77’ Pasqui |

| Arbitro: | Ricciardello |

|                                |           |                                        |
| Panico 1’ Pasqui 39’ Zorri 49’ | Marcatori | 15’ Colasuonno 36’ Sodini 2t’ Bellucci |

| Arbitro: | Perron (Biella) |

|            |           |  |
| Balconi 8’ | Marcatori |  |

| Arbitro: | Rovida |

|                                                  |           |             |
| Zorri 15’ (rig.), 57’, 73’ Panico 60’ Pasqui 67’ | Marcatori | 4’ Tardelli |

| Arbitro: | Francesco Benedetto (Messina) |

|                                        |           |                 |
| Panico 44’, 68’, 86’, 90+4’ Pasqui 90’ | Marcatori | 80’ (rig.) Boni |

| Arbitro: | Draghi (Seregno) |

|                        |           |                                          |
| Riboldi 30’ Ramera 34’ | Marcatori | 7’ Pasqui 50’ Mazzantini 61’, 62’ Panico |

#### Girone di ritorno
| Oristano 4 febbraio 2006, ore 14:30 CET 12ª giornata                                           | Atletico Oristano | 0 – 5 referto                                                | Torino | Stadio comunale Tharros |
| \| \| \| \| \| \| Marcatori \| 2’ Manieri 4’ Margiotta 29’ Mazzantini 73’ Panico 76’ Pasqui \| |                   |                                                              |        |                         |
|                                                                                                |                   |                                                              |        |                         |
|                                                                                                | Marcatori         | 2’ Manieri 4’ Margiotta 29’ Mazzantini 73’ Panico 76’ Pasqui |        |                         |

| Arbitro: | Ricciardelli |

|  |           |                |
|  | Marcatori | 26’ Sancassani |

| Arbitro: | Mattia Treossi |

|                  |           |                             |
| Tagliabracci 25’ | Marcatori | 6’ Pasqui 90+1’ De Vincenzo |

| Arbitro: | Antonio Metelli (Chiari) |

|                                     |           |  |
| Gangheri 16’ Panico 46’ Manieri 88’ | Marcatori |  |

| Arbitro: | Riccardo Ros (Pordenone) |

|  |           |                       |
|  | Marcatori | 22’ Pasqui 76’ Panico |

| Arbitro: | Avetta (Lecco) |

|            |           |  |
| Pasqui 60’ | Marcatori |  |

| Arbitro: | Danilo Baglioni |

|  |           |                             |
|  | Marcatori | 7’ Gangheri 26’, 31’ Panico |

| Arbitro: | Bombino (Alessandria) |

|                                               |           |                                    |
| Zorri 59’ (rig.) Panico 88’ Iannuzzelli 90+2’ | Marcatori | 22’ (rig.) D'Adda 41’, 68’ Gazzoli |

| Arbitro: | Matteo Pinardi |

|                                      |           |                                         |
| Di Costanzo 36’ (rig.) Ciardelli 52’ | Marcatori | 9’ Pasqui 56’ (rig.) Zorri 90+2’ Panico |

| Arbitro: | Alessandro Rottoli |

|                              |           |                             |
| Gabbiadini 2’, 36’ Gozzi 70’ | Marcatori | 20’ Miniati 64’, 89’ Panico |

| Giaveno 20 maggio 2006, ore 15:00 CEST 22ª giornata | Torino    | 1 – 0 referto | Atalanta | Stadio comunale Antonio Torta (ca. 200 spett.) |
| \| \| \| \| \| Margiotta 73’ \| Marcatori \| \|     |           |               |          |                                                |
|                                                     |           |               |          |                                                |
| Margiotta 73’                                       | Marcatori |               |          |                                                |

### Coppa Italia

#### Primo turno
Girone 2
| 11 settembre 2005 | Sampierdarenese Serra Riccò | 1 – 4 | Torino |  |

| 17 settembre 2005 | Torino | 6 – 0 | Alessandria |  |

| 25 settembre 2005 | Torino | 6 – 1 | Matuziana Sanremo |  |

| 7 gennaio 2006 | Matuziana Sanremo | 2 – 2 | Torino |  |

| 14 gennaio 2006 | Torino | 7 – 0 | Sampierdarenese Serra Riccò |  |

| 22 gennaio 2006 | Alessandria | 1 – 5 | Torino |  |

#### Quarti di finale
| Arbitro: | Scanu (Guspini) |

|          |           |                             |
| Tona 17’ | Marcatori | 47’, 101’ Panico 95’ Pasqui |

#### Semifinali
| Arbitro: | Trovato (Rossano) |

|                                                  |           |                              |
| Cancelliere 32’ (aut.) Brumana 63’ Bonometti 83’ | Marcatori | 7’ Gangheri 76’ (rig.) Zorri |

## Statistiche

### Statistiche di squadra
| Competizione | Punti | In casa | In casa | In casa | In casa | In casa | In casa | In trasferta | In trasferta | In trasferta | In trasferta | In trasferta | In trasferta | Totale | Totale | Totale | Totale | Totale | Totale | DR  |
| Competizione | Punti | G       | V       | N       | P       | Gf      | Gs      | G            | V            | N            | P            | Gf           | Gs           | G      | V      | N      | P      | Gf     | Gs     | DR  |
| ------------ | ----- | ------- | ------- | ------- | ------- | ------- | ------- | ------------ | ------------ | ------------ | ------------ | ------------ | ------------ | ------ | ------ | ------ | ------ | ------ | ------ | --- |
| Serie A      | 46    | 11      | 6       | 3       | 2       | 31      | 12      | 11           | 8            | 1            | 2            | 29           | 13           | 22     | 14     | 4      | 4      | 60     | 25     | +35 |
| Coppa Italia | -     | 3       | 3       | 0       | 0       | 19      | 1       | 5            | 3            | 1            | 1            | 16           | 8            | 8      | 6      | 1      | 1      | 35     | 9      | +26 |
| Totale       | -     | 14      | 9       | 3       | 2       | 50      | 13      | 16           | 11           | 2            | 3            | 45           | 21           | 30     | 20     | 5      | 5      | 95     | 34     | +61 |

### Statistiche delle giocatrici
| Giocatore         | Serie A  | Serie A | Serie A     | Serie A    | Coppa Italia | Coppa Italia | Coppa Italia | Coppa Italia | Totale   | Totale | Totale      | Totale     |
| Giocatore         | Presenze | Reti    | Ammonizioni | Espulsioni | Presenze     | Reti         | Ammonizioni  | Espulsioni   | Presenze | Reti   | Ammonizioni | Espulsioni |
| ----------------- | -------- | ------- | ----------- | ---------- | ------------ | ------------ | ------------ | ------------ | -------- | ------ | ----------- | ---------- |
| M. Bruno          | ?        | ?       | ?           | ?          | ?            | ?            | ?            | ?            | ?        | ?      | ?           | ?          |
| G. Cancelliere    | ?        | ?       | ?           | ?          | ?            | ?            | ?            | ?            | ?        | ?      | ?           | ?          |
| C. R. Caravilla   | ?        | -?      | ?           | ?          | ?            | -?           | ?            | ?            | ?        | -?     | ?           | ?          |
| M. Carissimi      | ?        | 1       | ?           | ?          | ?            | ?            | ?            | ?            | ?        | 1+     | ?           | ?          |
| F. Coluccio       | ?        | ?       | ?           | ?          | ?            | ?            | ?            | ?            | ?        | ?      | ?           | ?          |
| F. De Vincenzo    | ?        | 1       | ?           | ?          | ?            | ?            | ?            | ?            | ?        | 1+     | ?           | ?          |
| C. Gangheri       | ?        | 2       | ?           | ?          | ?            | ?            | ?            | ?            | ?        | 2+     | ?           | ?          |
| S. Giuliano       | ?        | ?       | ?           | ?          | ?            | ?            | ?            | ?            | ?        | ?      | ?           | ?          |
| N. Guardia Pulido | ?        | ?       | ?           | ?          | ?            | ?            | ?            | ?            | ?        | ?      | ?           | ?          |
| P. Gueli          | ?        | ?       | ?           | ?          | ?            | ?            | ?            | ?            | ?        | ?      | ?           | ?          |
| M. R. Iannuzzelli | ?        | 1       | ?           | ?          | ?            | ?            | ?            | ?            | ?        | 1+     | ?           | ?          |
| R. Manieri        | ?        | 2       | ?           | ?          | ?            | ?            | ?            | ?            | ?        | 2+     | ?           | ?          |
| F. Margiotta      | ?        | 2       | ?           | ?          | ?            | ?            | ?            | ?            | ?        | 2+     | ?           | ?          |
| S. Mazzantini     | ?        | 3       | ?           | ?          | ?            | ?            | ?            | ?            | ?        | 3+     | ?           | ?          |
| E. Miniati        | ?        | 1       | ?           | ?          | ?            | ?            | ?            | ?            | ?        | 1+     | ?           | ?          |
| P. Panico         | ?        | 24      | ?           | ?          | ?            | ?            | ?            | ?            | ?        | 24+    | ?           | ?          |
| M. I. Pasqui      | ?        | 14      | ?           | ?          | ?            | ?            | ?            | ?            | ?        | 14+    | ?           | ?          |
| T. Zorri          | ?        | 9       | ?           | ?          | ?            | ?            | ?            | ?            | ?        | 9+     | ?           | ?          |